# Glasflügel 304
Die Glasflügel 304 ist ein einsitziges Segelflugzeug der Rennklasse vom Hersteller Glasflügel Segelflugzeugbau. Gelegentlich wird das Flugzeug auch fälschlicherweise als Glasflügel H-304 bezeichnet. Heute sind Nachfolgemodelle des Flugzeugs als HPH 304 vom tschechischen Hersteller HpH Sailplanes erhältlich.

## Geschichte
Im Herbst 1979 begann der damals unter der Geschäftsführung von Erich Weinzierl stehende GFK-erfahrenste Segelflugzeughersteller mit der Entwicklung eines Mosquito-Nachfolgers. Martin Hansen, einer der Konstrukteure der SB 11, stützte sich dabei auf ein in Braunschweig besonders für dieses Flugzeug entwickeltes neues Tragflügelprofil mit Wölbklappen und auf Design-Studien von Detlef Kirchner (Köln) für den Cockpit-Bereich. Um das Risiko möglichst klein zu halten, wollte man bei Glasflügel das neue Profil an einem Flugzeug erproben. Dazu wurde ein Mosquito-Tragflügel mit Microballons auf die berechnete Profilkontur gebracht und dann mit einem Mosquito-Rumpf in Braunschweig vermessen. Die Erwartungen von K. H. Horstmann und A. Quast in ihr jüngstes Profil bestätigten sich. Nun konnte man Ende Februar 1980 an den Rumpf gehen. Die Nase und das Cockpit wurden vollständig umgestaltet. Während der folgenden Monate bis zum Erstflug (am 10. Mai 1980 mit M. Hansen in Nabern) wurde parallel am Rumpf und an den neuen Tragflügelformen gearbeitet. Übrigens wurden die Negativformen für den Flügel erstmals ganz in Kunststoff hergestellt. Glasflügel erreichte damit eine wesentlich bessere Formtreue und Langzeitstabilität.
Mit dem Konkurs von Glasflügel 1982 endete die Produktion der 304 nach 62 Stück.
Mitte der neunziger Jahre wurden die Formen zur Herstellung von der tschechischen Firma HpH übernommen. Die 304 wird seither als HpH 304 CZ wieder gebaut und im Rahmen der Modellpflege entstanden verschiedene weitere Versionen des Flugzeugs.

## Konstruktion
Das Profil HQ 010-16,42 mit 16,42 % relativer Dicke ist in seinen Steigleistungen sehr viel besser als alle in den vergangenen Jahren für „Rennklasse“-Flugzeuge verwendeten Profile (geringstes Sinken bei 31 kg/m²: 0,57 m/s). Dennoch erreichte das Flugzeug eine Gleitzahl von sicher mehr als 42, wahrscheinlich sogar 43. Glasflügel entschied sich bewusst für die größere Dicke im Vergleich zu anderen neuen Profilen. Da die Schnellflugleistungen trotzdem günstig liegen, ergab sich zusätzlich der Vorteil, das Flugzeug mit einem vernünftigen Leergewicht (235 kg) ganz mit glasfaserverstärktem Kunststoff bauen zu können. Außerdem bietet sich die ideale Voraussetzung, bei gleichem Gesamtgewicht, die Tragflügel aus kohlenstofffaserverstärktem Kunststoff (CFK-Bauweise) herzustellen und mit Ansteckflügeln auf 17 m Flügelspannweite zu kommen, ohne dabei irgendwelche Einschränkungen in Kauf nehmen zu müssen (zum Beispiel bei Abflugmasse und Höchstgeschwindigkeit). Dies hatte man sich für Frühjahr 1981 fest vorgenommen.
Mit der spitzeren Rumpfnase folgte Glasflügel dem allgemeinen Trend, ohne dabei auf die Bugkupplung zu verzichten. Die „Revolution“ vollzog sich innerhalb der Rumpfschale: Bei der 304 klappt das Instrumentenbrett mit der vorn angelenkten Haube (unterstützt von einer Gasfeder) komplett nach oben. Ein vorher nicht gekanntes leichtes Ein- und Aussteigen wurde so möglich. Die Schläuche und Kabel für die Instrumente und das Funkgerät gehen durch den Drehpunkt der Haubenbefestigung und sind geschützt im Flugzeug verlegt. Es gibt damit im Rumpfboot keine störenden Teile mehr und der Pilot braucht nur noch über den Knüppel einzusteigen, ohne die Beine einfädeln zu müssen. Die Sauerstoffüberwachungsanzeigen werden in einer Konsole unter dem Steuerknüppel eingebaut und sind leicht abzulesen.
Weitere technische Besonderheiten sind die mit den Wölbklappen kombinierten Hinterkanten-Dreh-Bremsklappen und die Parallelogrammsteuerung mit Trimmknopf.
Die 304 hat ein Einziehfahrwerk.

## Technische Daten
| Kenngröße                        | Daten                |
| -------------------------------- | -------------------- |
| Spannweite                       | 15,00 m              |
| Flügelfläche                     | 9,88 m²              |
| Flügelstreckung                  | 22,78                |
| Rumpflänge                       | 6,45 m               |
| Rumpfbreite                      | 0,62 m               |
| Rumpfhöhe                        | 1,36 m               |
| Leermasse                        | 235 kg               |
| Max. Zuladung Rumpf              | 135 kg               |
| Max. Wasserballast               | 115 kg               |
| Max. Startmasse                  | 450 kg               |
| Max. Flächenbelastung            | 45,55 kg/m²          |
| Höchstgeschwindigkeit            | 250 km/h             |
| Überziehgeschwindigkeit (310 kg) | 60 km/h              |
| Überziehgeschwindigkeit (450 kg) | 73 km/h              |
| Geringstes Sinken (310 kg)       | 0,57 m/s bei 77 km/h |
| Geringstes Sinken (450 kg)       | 0,69 m/s bei 93 km/h |
| Gleitzahl (450 kg)               | ca. 43 bei 116 km/h  |